# Gomphrena meyeniana
Gomphrena meyeniana är en amarantväxtart som beskrevs av Wilhelm Gerhard Walpers. Gomphrena meyeniana ingår i släktet klotamaranter, och familjen amarantväxter. Inga underarter finns listade i Catalogue of Life.